# Famille Gradis
Cette page explique l’histoire ou répertorie les différents membres de la famille Gradis.
La famille Gradis est une famille juive séfarade et française, d’origine portugaise et espagnole, établie à Bordeaux sans doute vers 1595.

## Historique
Originairement de la Palestine, les Gradis ont émigré au Portugal où l'un des leurs s'est marié à la maison ducale de Bragance. Après l'expulsion des Juifs d'Espagne, les Gradis se sont installés à Bordeaux, où ils ont développé une importante entreprise de transport maritime. Ils ont fondé au XVIIe siècle la Maison Gradis, devenue la Société française pour le commerce avec l'Outre-mer (SFCO), par le biais de laquelle elle a joué un rôle important dans le commerce avec les possessions françaises d’Amérique. À la fin du XVIIIe siècle, ils avaient un tel contrôle sur les liaisons entre la France et les Caraïbes que Louis XVI proposa de les anoblir, offre qu'ils rejetèrent parce que cela les aurait obligés de prêter serment sur le Nouveau Testament.
Les Gradis figuraient en 1936 parmi les 200 familles les plus fortunées de France.

## Liens de filiation entre les personnalités notoires
Arbre simplifié de la famille Gradis,,,,
- Antoine Gradis (1595-1654), négociant à Toulouse, épouse Maria Nunes (1594-1694).
  - Béatrice Gradis (1634-?) épouse Simon Lopez Rodrigues Lameyra.
    - Ester Marie Lopez Rodrigues Lameyra (1660-?) épouse Léon Isaac Peixotto.

  - Diego I Gradis (1625-1704) épouse Sara Rodrigues-Bocarro.
    - Marie Gradis épouse Samuel Navarre.
    - Antoine Gradis (?-1726).
    - David I (Oncle) Gradis (v. 1665-1751) épouse Marie Sara Mendes Moreno.
      - Samuel II Gradis ( ?-1732).
      - Abraham I Gradis (v. 1699-1780) épouse sa cousine Esther Gradis (1712-1776) (voir plus bas).
      - Hana Esther Gradis (1706-1776) épouse son cousin Benjamin I Gradis (1699-1770) (voir plus bas).

    - Samuel I Gradis ( ?-1736) épouse François Moreno Mendes.
      - Rachel Gradisx Samuel Alexandre (v.1697/1700-)
      - Esther Gradis (1712-1776) épouse son cousin Abraham I Gradis (voir plus haut).
      - Moïse I (Moïsille) Gradis (1714-1788) 1768)
        - David Alexandre.

      - Benjamin I Gradis (1699-1770) épouse sa cousine Hana Esther Gradis (1706-1776) (voir plus haut).
        - Esther Gradis (1734-1806) épouse Philippe Fernandez.
        - David II Gradis (1742-1811).
        - Sara Gradis (1740-1812).
        - Samuel III Gradis (1745-1781).
        - Moïse II Gradis (1737-1825).
        - Jacob Gradis (1731-1791) épouse sa cousine Esther Lopez-Depas (1755-1802).
          - Esther Gradis (1780-1859) épouse Alexandre Isaac Rodrigues-Henriques (1765-1834).
            - Rebecca Eugénie Rodrigues-Henriques (1796-1852), femme de lettres. Elle épouse Joseph Foa.
            - Sarah Laure Rodrigues-Henriques épouse son cousin Benjamin III Gradis (voir plus bas).
            - Jacob Hippolyte Rodrigues (1812-1898).
            - Hannah Léonie Halévy (1820-1884) épouse Fromental Halévy (1799-1862).
              - Geneviève Halévy (1849-1926) épouse Georges Bizet (1838-1875) puis Émile Strauss (1844-1929).

          - Benjamin II (L’aîné) Gradis (1782-1843).

        - Abraham II Gradis (1738-1790) épouse Rachel Mercade (1762-1806).
          - Benjamin III (Le jeune) Gradis (1789-1858) épouse sa cousine Sarah Laure Rodrigues-Henriques (1803-1846)(voir plus haut).
            - Henri I Gradis (1823-1905) épouse Hana Claire Brandam (1835-1925).
              - Emma Esther Gradisb (1866-1925) épouse Georges Schwob d'Héricourt (1884-1942).
                - Jean Schwob d'Héricourt (1900-1984).

              - Raoul Gradis (1861-1943) épouse Suzanne Fould (1867-1901).
                - Marie-Louise Gradis (1894-1979), épouse de Bernard Blanchy.
                - Gaston Gradis (1889-1968) épouse Georgette Deutsch de la Meurthe (1895-1987) puis Antoinette Koechlin (1898-1975).
                  - Arlette Gradis (1919-2011) épouse Olivier Mantoux (1919-1945 mort pour la France) puis Pinchas Borenstein (1915-2007), médecin.
                  - Henri II Gradis (1920-2022) épouse Bernadette Servan-Schreiber (1928).
                    - Patricia Gradis épouse Michael Gallagher.
                    - Diego II Gradis (1955) épouse Christiane Johannot (1951).
                      - Cyril Gradis (1989).

                    - Yvan Gradis (1958).

                - Jean Gradis (1900-1975) épouse Lucienne Goüin (1906-1976).
                  - Isabelle Gradis (1927-1978) épouse Pierre Leroy-Beaulieu (homme politique, 1928-2006).
                  - Hubert Gradis (1934).

## Chefs de famille
- Diego I (v. 1625-1704))
- Samuel (?-1736)
- Benjamin I (1699-1770)
- Abraham II (1738-1790)
- Benjamin III (1789-1858)
- Henri I (1823-1905)
- Raoul (1861-1943)
- Gaston (1889-1968)
- Henri II (1920-2022)[10]
- Diego II (1955-)

## Principales personnalités de la famille

### DiegoIerGradis (v. 1625-1704)
Le fondateur de la famille, Diego Gradis, naît à Bordeaux et s'installe comme simple marchand d'articles variés à Toulouse mais l'hostilité du clergé catholique l'oblige à quitter la ville rose pour revenir vers 1685 s'établir à Bordeaux où il fonde la Maison Gradis installée cours des Fossés, aujourd'hui, cours Victor-Hugo), une maison de commerce de toile.
Il habite la paroisse de Sainte-Eulalie avec son épouse Sara Rodriguez Bocarro et ses quatre enfants : Jacob Antoine, Samuel, David et Marie.
Il devient veuf et transmet son petit négoce en 1695 à son troisième fils, David. C'est celui-ci qui rend le nom des Gradis célèbre.

### DavidIerGradis (1665-1751)
David Ier Gradis (vers 1665-1751) fonde en 1696 une maison de commerce de toiles, vins et spiritueux et abandonne en 1711 le commerce de toiles pour s'installer dans la colonie de la Martinique où il crée à Saint-Pierre, une affaire de commerce avec une succursale à Saint-Domingue. De retour à Bordeaux, il développe en 1728, avec son fils Abraham, son activité d'armateur sous le nom de Compagnie David Gradis & fils, nom qu’elle conservera jusqu’au XXe siècle.
Les archives indiquent que David Gradis achète un jardin en remplacement du cimetière juif disparu, le 18 novembre 1724. Président de la communauté juive de Bordeaux, il fait don du terrain pour la construction du Cimetière des juifs portugais du Cours de la Marne.
Entre 1730 et 1744, la Compagnie David Gradis & fils arme trois navires négriers,.
En 1731, il est fait bourgeois de Bordeaux. Il acquiert les propriétés Margarance et du marais de Montferrand en 1735.
Depuis 1866, une rue est rebaptisée à son nom à Bordeaux et est objet de controverse en raison de l'implication de la Maison Gradis dans la traite négrière.

### AbrahamIerGradis (1699-1780)

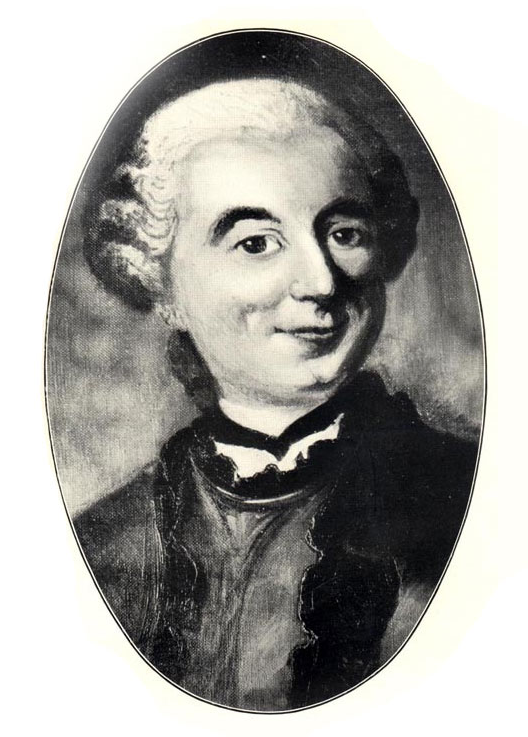
Abraham Gradis (v. 1699-1780).

Le fils de David, Abraham (vers 1699-1780), développa la firme fondée par son père. Elle acquit une importance considérable dans les années 1740, lors de la guerre de Succession d'Autriche, obtenant du surintendant du commerce l'exclusivité du commerce avec le Canada et créant en 1748, la Société du Canada, avec brièvement comme associés l'intendant de la Nouvelle-France, François Bigot et le contrôleur officiel Bréard. En 1756, il est chargé d'acheminer dépêches et ordres secrets vers le Canada.
En 1748, il fait l’acquisition du château Monadey à Talence en Gironde, qui sera cédée au XIXe siècle à François Roul, député-maire de Valence. Il obtint en 1751 des Lettres de Noblesse du Roi Louis XV.
Juif observant, il était syndic de la « nation portugaise » depuis 1738. Il fonde, pour sa communauté, la première caisse mutuelle d'assurance maladie de Bordeaux. Les archives montrent qu'il reçoit aussi des demandes de soutien de communautés juives victimes de discriminations, comme en 1759.
En 1763, le ministre de la Marine Choiseul lui confia le commerce des possessions françaises d’Afrique occidentale, où il avait acheté l'île de Gorée, puis de Cayenne et des Antilles.
David et Abraham Gradis pratiquèrent aussi la traite négrière. Tous deux arrivent en 7e position des armateurs ayant armé à Bordeaux pour la traite, avec 10 expéditions négrières de 1730 à 1786 correspondant à 5 % de leur flotte marchande (sur plus de 500 expéditions bordelaises entre les XVIIe et XIXe siècles). David Gradis commerça aussi avec la Hollande et l’Angleterre.

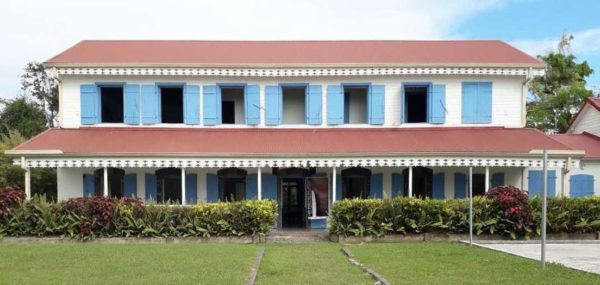
Maison des maîtres de l'habitation Gradis en Martinique.

Pour recouvrer une partie de ses créances, il fut poussé par son neveu et beau-frère Moïse à faire l'acquisition de plantations esclavagistes à Saint-Domingue et en Martinique en 1776 et 1777,
En 1779, Abraham Gradis bénéficia d'exceptionnelles lettres patentes royales le naturalisant français, lui octroyant les mêmes droits que les autres Français et l’autorisant donc à posséder et transmettre des terres dans les colonies.
Durant sa vie, Abraham Gradis fraya avec les plus grands de France et d'ailleurs, qui étaient souvent ses obligés reconnaissants et élogieux à son endroit. Il fit à maintes reprises acte de générosité et la population lui témoigna de grands égards. À son décès, sa fortune est évaluée à 8 millions de livres qu'il répartira entre ses quatre neveux et la population indigente bordelaise, tant juive que chrétienne. Il tint à ce que ses successeurs ne recouvrassent pas les créances en souffrance qu'il avait contractées de son vivant. Un canton Gradis lui rend hommage dans la région du Nord-du-Québec.

### Moïse Gradis dit Moïsille (1714-1788)
À la fois neveu et beau-frère d'Abraham Gradis, Moïse Ier Gradis a aidé son oncle à gérer l'entreprise familiale et reprend la tête de la Maison David Gradis et fils lorsque Abraham meurt en 1780. À sa mort en 1788, Moïse, célibataire, obéit aux vœux de son oncle Abraham et laisse la maison de commerce à ses quatre neveux, fils de Benjamin Ier Gradis : Jacob, Abraham II, Moïse II et David II Gradis.

### Abraham II (1738-1790)
Fils de Benjamin Gradis, syndic de la Nation portugaise à Bordeaux et de Hanah Gradis, frère de Jacob et Moyse, Abraham épouse Rachel Mercadé. Il devient à son tour syndic de la Nation portugaise de Bordeaux.

Il est surtout connu pour avoir inventé avant l'heure une sorte de « tiers-payant pharmaceutique » dans le cadre des organisations de bienfaisance. En 1750, Abraham Gradis conclut une convention pharmaceutique au bénéfice de ses coreligionnaires juifs de la Nation portugaise, avec Belin, apothicaire à Bordeaux :
  « Nous soussignés Abraham Gradis, syndic de la nation portugaise et moy Belin apothicaire de la présente ville sommes convenus et demeurés d'accord que moy Belin promets et m'oblige de voir et assister tous les Pauvres malades de la susdite nation portugaise soudain que j'en serai requis par les dits malades et par ordre dudit sieur syndic et de leur fournir généralement toutes les médecines médicaments et remèdes qui leur sera nécessaire à leurs maladies, duquel cependant je ne pourray de mon chef rien leur ordonner ny leur faire prendre sans le consentement et l'ordre du médecin ou chirurgien qu ils commettront pour le soin des dits malades. Promettant d expédier soudain toutes les recettes qui me seront apportées soit de la part du dit médecin ou du chirurgien et d'envoyer les médicaments chez les dits malades sans aucune sorte de delay ny retardement.

Et moy susdit Abraham Gradis promets de payer au dit sieur Belin la somme de... pour chacune année, ce que nous promettons chacun de nous lacuiter pour ce qui le concerne de bonne foy a peine de tous dépens dommages et intérêts, fait double à Bordeaux... »

### David II Gradis (1742-1811)
Fils de Benjamin Ier Gradis (1699-1771) et de Hana Esther Gradis (1706-1776), qui étaient cousins germains, David II Gradis était le sixième enfant d'une fratrie de sept comprenant Jacob (1731-1791), Esther Suzanne (1734-1806), Moïse II (1737-1825), Abraham II (1738-1790), Sara (1740-1812), et Samuel (1745-1781).
En 1762, il prête serment de bourgeois de la ville de Bordeaux.
Abraham Ier et Moïse Ier étant morts tous deux sans postérité, c’est leur neveu commun David II Gradis (1742-1811) qui succéda à la tête de la maison de commerce et d’armement avec ses trois autres frères. Mais Jacob et Abraham II meurent respectivement en 1791 et 1790, tandis que Moïse II, impliqué dans la cause girondiste[réf. nécessaire], fuit en 1793-1794, dans un premier temps à Philadelphie, où il reste environ 8 ans avant de se rendre à Saint-Domingue et à la Martinique pour reprendre possession des propriétés de la famille qui avaient été confisquées à la suite de la Révolution de Saint-Domingue en 1791.
David II Gradis se livra parallèlement à la réflexion philosophique et politique, publiant des écrits tels que l’Essai de philosophie rationnelle (1811).
En 1785, comme il était syndic des Juifs de Bordeaux, Malesherbes le choisit pour présider la commission chargée d’examiner le statut des juifs en France. Membre du Conseil général de la commune de Bordeaux, il fut aussi, sous le règne de Napoléon Ier, président du consistoire israélite de la ville.

### Benjamin III Gradis (1789-1858)
À la mort de David II, son neveu Benjamin III Gradis (1789-1858) prit la direction de la maison de commerce, tout en publiant des ouvrages de philosophie politique et des brochures promouvant la réforme du culte israélite. Il fut vice-président du Comité consistorial de secours et membre du Consistoire de Bordeaux.
Il signait et se faisait appeler Benjamin Gradis Jeune pour se distinguer de son cousin Benjamin II Gradis (1782-1843), dit Benjamin aîné, qui fut critique littéraire et romancier. Les deux Benjamin (II et III) s'associent en 1823.
Héritier des plantations esclavagistes que possédaient ses aïeux Abraham, David, Moïse et Jacob Gradis dans la colonie de Saint-Domingue, Benjamin reçoit en 1827 la somme de 71 380 Francs or. Cette indemnité que la République d'Haïti fut contrainte de payer servait à compenser la perte des biens causée par les révoltes d'esclaves. Puis, après la seconde abolition de l'esclavage en 1848, il reçoit à nouveau la somme de 76 304 Francs or, de la part de l’État français, en dédommagement de l'affranchissement des 175 esclaves qu'il possédait dans la plantation familiale en Martinique.
En 1822, Benjamin III avait épousé sa cousine, Sara-Laure Rodrigues-Henriques, fille d'Esther (1780-1859).

### Esther Gradis (1780-1859)
Mariée à Alexandre Isaac Rodrigues-Henriques (1765-1834), banquier, elle est la mère de Léonie Rodrigues-Henriques (1820-1884) qui épousa le compositeur de musique Fromental Halévy (1799-1862), et fut la mère de Geneviève Halévy. Esther est également la mère de Hippolyte Rodrigues, agent de change et homme de lettres, et de la romancière Rebecca Eugénie Foa.

### HenriIerGradis (1823-1905)

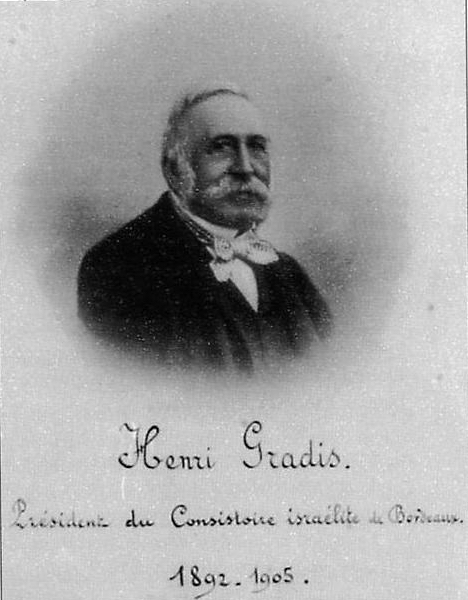
Henri Gradis (1823-1905), Président du Consistoire israélite de Bordeaux.

Fils de Benjamin III Gradis (1789-1858), Henri Gradis fut président du Consistoire israélite de Bordeaux de 1892 à 1905. Nommé par l'empereur, il occupa les fonctions d'adjoint au maire de Bordeaux de 1862 à 1865 et fut trésorier de la Chambre de Commerce, mais il fut surtout connu comme historien. On a de lui : Histoire de la révolution de 1848 (1872), Le peuple d'Israël, Polyxène (1881) drame en 4 actes, Jérusalem (1883) tragédie en 5 actes, Histoire de Bordeaux (1888).
Il fit construire en 1860 le château des Lauriers à Lormont en Gironde.
En 1893, Henri I Gradis est fait commandeur du Christ du Portugal et en 1895, il fonde la Société de secours aux blessés militaires et est nommé membre du bureau du comité départemental de la Croix-Rouge. Le nom de « Gradis » est donné à une salle du dépôt de mendicité de Bordeaux en juillet 1899.

### Raoul Gradis (1861-1943)
Fils de Henri Gradis (1823-1905) et de Claire Brandam, Raoul Gradis reprit en 1905 la direction de la maison Gradis en s’associant avec son beau-frère, Georges Schwob d'Héricourt. Ils firent évoluer la maison Gradis en Société française pour le commerce avec les colonies et l’étranger (1921), Georges Schwob d'Héricourt en prenant la présidence et Raoul la vice-présidence.
Raoul Gradis était sociétaire des Artistes français en 1886 et auteur de poèmes pour piano et violon. Il était chevalier de la Légion d'honneur.
Il épousa Suzanne Fould, fille de Paul Fould, maître des requêtes au Conseil d'État, petite-fille du baron Joseph de Günzburg, banquier à la cour de Russie, et tante de la baronne Édouard de Rothschild, née Germaine Halphen.

### Gaston Gradis (1889-1968)

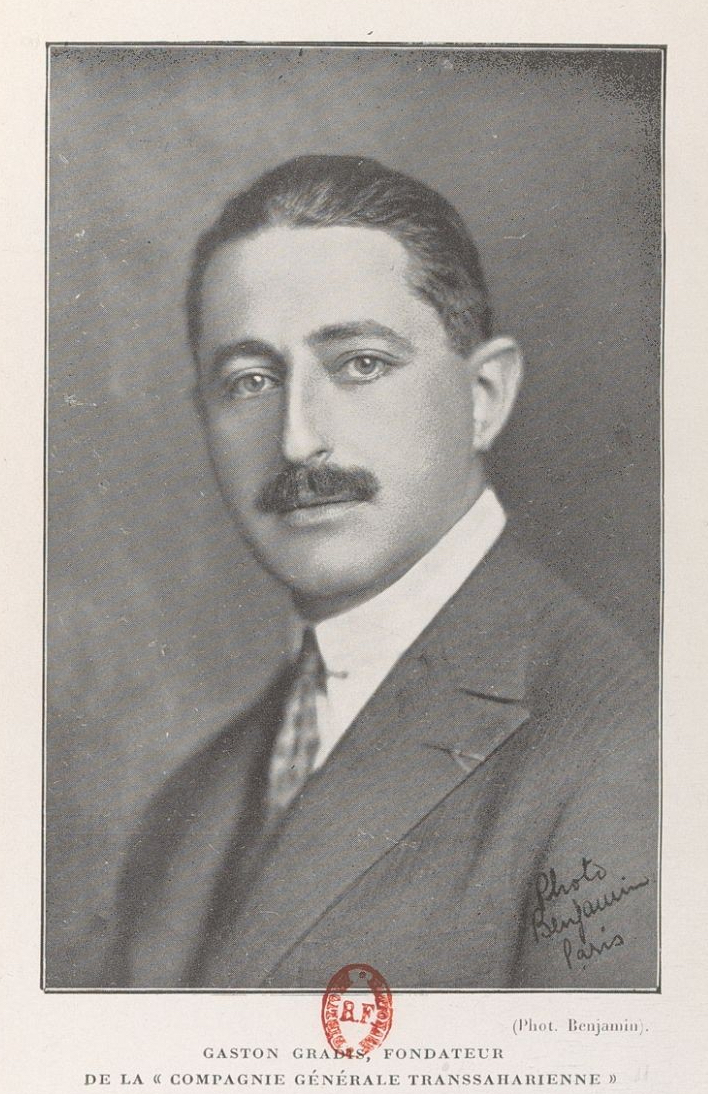
Gaston Gradis (1889-1968)

Fils de Raoul Gradis (1861-1943) et de Suzanne Fould, Gaston Gradis eut une vie hors du commun. Il fut président de la société Nieuport-Astra, de la Compagnie générale transaérienne, des Brasseries du Maroc ; ainsi qu'administrateur de la SFCO, de Maurel et Prom, etc.
Polytechnicien, ingénieur, capitaine d'artillerie et explorateur, il dirige en 1924 l'expédition Gradis de la première traversée en voiture du Sahara du nord au sud, à laquelle prirent part Henri de Kerillis, le maréchal Louis Franchet d'Espèrey, le commandant Ihler, René et Georges Estienne (fils du général Estienne), à bord de voitures mises à disposition par Louis Renault dont il était l'ami.
Après le Président de la Chambre des Députés, c'est le Président de la République qui invite Gaston Gradis chez lui en 1925.
Il était officier de la Légion d'honneur et fut décoré de nombreuses médailles.
Il épouse en premières noces en 1918, Georgette Deutsch de la Meurthe, la fille de Henry Deutsch de la Meurthe, puis en secondes noces la fille du général Koechlin.
Résident au Maroc, il vient se ressourcer au domaine de Margarance à Saint-Louis-de-Montferrand en Gironde et y cultive la vigne lors de ses séjours en France.
Il décède à Rabat et repose dans le caveau familial du cimetière de Lormont.

### Jean Gradis (1900-1975)

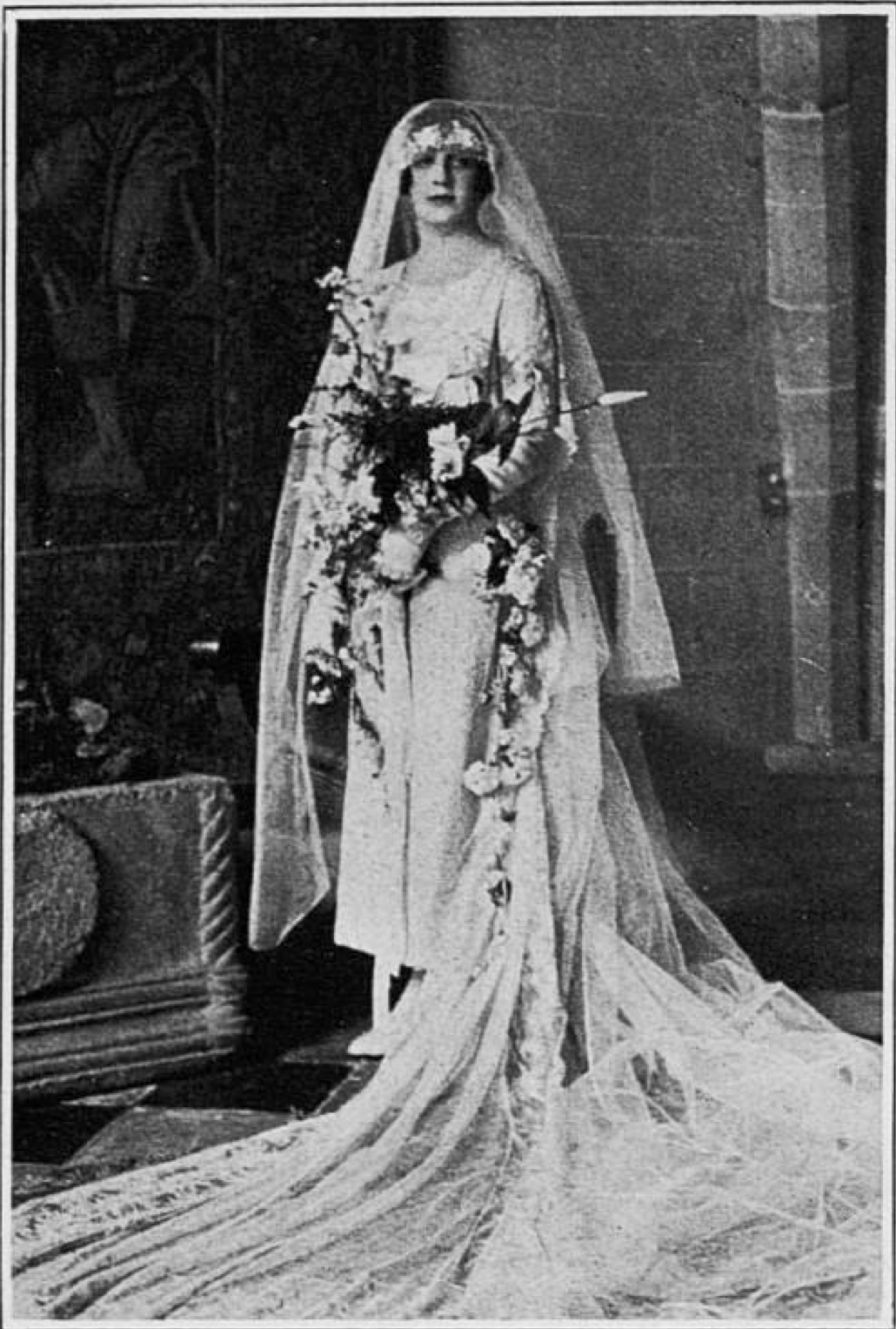
Mme Jean Gradis, née Lucienne Goüin, 1925.

Né à Paris, le 14 décembre 1900, il est le fils de Raoul Gradis (1861-1943) et de Suzanne Fould.
Il a été agent de change, fondé de pouvoir de la banque Neuflize et administrateur de la SFCO et de sociétés marocaines (Société chérifienne de participations, Sochepar), Société de participations africaines et de coopération financière, Société financière Nord-Africaine, Société française d'investissements et de participations, etc).
Membre du Parti social français (PSF), il est donné dans les financiers de « la Cagoule » et prend part au sabotage des avions dans l’aérodrome de Toussus-le-Noble en Yvelines, destinés à l’Espagne, en août 1937.
Il servit comme officier d'artillerie. Il est chevalier de la Légion d'honneur et décoré de la croix de guerre 1939-1945.
En 1931, il acquit le château de la Cour-au-Berruyer en Indre-et-Loire, et qui fut classé monument historique en 1932.
Il épousa Lucienne en 1925, la fille d'Édouard Goüin. Ils eurent deux enfants : Isabelle, qui épousa Pierre Leroy-Beaulieu, et Hubert, né à Paris le 12 décembre 1933, devenu prêtre.

### Henri II Gradis (1920-2022)
Fils de Gaston (1889-1968), il est diplômé d'HEC et président-administrateur de sociétés. Il est président d'honneur de la SFCO dont il a été président-directeur général (la présidence effective en est confiée à Jean Schwob d'Héricourt (1900-1980), comme il l'a été de la Société d'études de gérance et de commission (SEGECO), de la Société de gérance d'intérêts privés, et président délégué de la Société chérifienne de participations (Sochepar) de 1968 à 1981, administrateur des Brasseries et Glacières Internationales (Groupe BGI), etc.
En 2005, Il lègue les archives Gradis aux Archives nationales de France.
Il épouse en 1949, Bernadette Servan-Schreiber (1928- ), secrétaire général d'Avenir et Patrimoine[Quoi ?], fille d'Émile Servan-Schreiber et sœur de Jean-Jacques Servan-Schreiber. Ils ont quatre enfants : Patricia (épouse Michael Gallagher), Diego (épouse Christiane Johannot), Yvan et Corinne, avant de divorcer en 1985. Il décède dans le huitième arrondissement de Paris le 11 septembre 2022 et est inhumé le 16 septembre 2022.

### Diego II Gradis (1955-)
Fils de Henri (1920-) et de Bernadette Servan-Schreiber, Diego Gradis est diplômé de l'Institut d'études politiques de Paris (Service public), détient une maîtrise en droit de l'Université Paris II et un LL.M. (Master of Law) de la New York University School of Law. Il est PDG de la SFCO. Après avoir été collaborateur dans divers cabinets d'avocats à New York et à Paris, il fonde en 1986 et dirige l'ONG internationale Traditions pour Demain (dissoute en 2021). Il est vice-président de la Commission nationale suisse pour l'UNESCO et membre du Comité de liaison ONG-UNESCO (www.ngo-unesco.net).
Il épouse Christiane Johannot (née en 1951), vice-présidente de Traditions pour Demain, fille de Louis Johannot (1920-2009), ancien directeur de l’Institut Le Rosey (Suisse) et d'Anne-Marie Meyer de Stadelhofen (?-2013). Diego et Christiane ont un fils, Cyril (né en 1989), avocat et vice-président de la SFCO.

### Yvan Gradis (1958-)
Yvan Gradis est le frère cadet de Diego Gradis. Écrivain, peintre et dessinateur, il est connu pour être le promoteur de la lutte anti-publicitaire en France.

## Maison Gradis
Les archives de la Maison Gradis sont conservées aux Archives nationales sous la cote 181AQ 1-69, 73-156 et sont contenues dans 68 registres et 83 cartons sur 11,60 mètres linéaires pour la période allant de 1551 à 1980. Elles relèvent d'un premier arrêté du 16 août 1941 du ministère de l’Instruction publique et des Beaux-Arts puis de la donation notariée à l'État d’Henri II Gradis du 7 juillet 2005 (entrée no 5066 du 13 juillet 2005) et ont été ensuite transférées de Bordeaux à Paris.

### Fonds d'archives
- Archives Nationales : Gradis
- Archives Nationales : Maison Gradis à Bordeaux
- Archives nationales: Fonds Gradis (1551-1980)
- Archives nationales du Monde du travail : « Maison Gradis... »